# Šestanovac
Šestanovac ist eine Gemeinde in Kroatien und liegt in der Gespanschaft Split-Dalmatien.  Die Gemeinde besteht aus den fünf Ortschaften Grabovac, Katuni, Kreševo, Šestanovac und Žeževica. Bei der Volkszählung im Jahr 2021 hatte die Gemeinde 1669 Einwohner.
Šestanovac liegt nur wenige Kilometer nördlich der Gebirge Biokovo und Mosor und grenzt an den Fluss Cetina.
Seit 2007 ist Šestanovac an die Autobahn A1 Zagreb-Dubrovnik angebunden und verfügt über eine eigene Ausfahrt.

## Weblinks

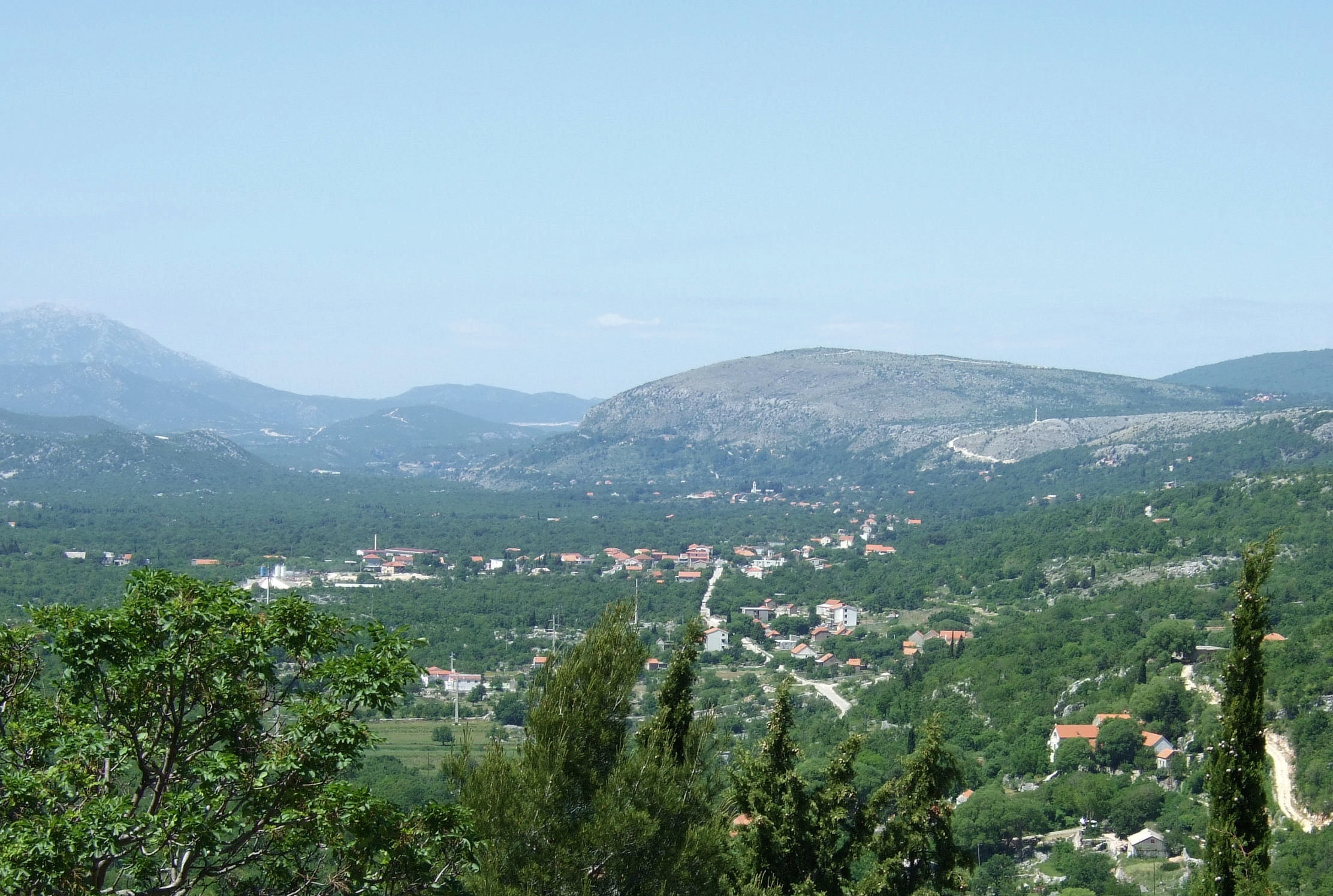
Blick auf Šestanovac